# Rhagodes melanochaetus
Rhagodes melanochaetus är en spindeldjursart som beskrevs av Richard Heymons 1902. Rhagodes melanochaetus ingår i släktet Rhagodes och familjen Rhagodidae. Inga underarter finns listade i Catalogue of Life.